# 1124
Cette page concerne l'année 1124  du calendrier julien. Pour l'année 1124 av. J.-C., voir 1124 av. J.-C.
L'année 1124 est une année bissextile qui commence un mardi.

## Événements

### Proche-Orient
- 15 février : la flotte vénitienne fait le blocus de Tyr par mer pendant que l’armée franque assiège à nouveau la ville[1]. La ville manque vite d’eau potable. Les Tyriens, n’attendant rien des Égyptiens, leurs protecteurs habituels, se tournent vers Balak, émir d’Alep, alors en train d’assiéger la forteresse de Manbij, où l’un de ses vassaux est entré en rébellion[2].
- 6 mai : Balak décide aussitôt d’intervenir, mais faisant un dernier tour d’inspection avant son départ, il est tué par une flèche partie des remparts de la citadelle de Manbij[3]. À Alep, le pouvoir passe à Timurtach, le fils d’Il-Ghazi, âgé de 19 ans.
- 27 juin[4] ou 7 juillet[1] : Tyr se rend aux Francs. Sa population est épargnée. Création d’un comptoir vénitien à Tyr.
- 27 août : Baudouin II de Jérusalem est libéré contre 20 000 dinars par l’émir d'Alep Timurtach qui quitte la ville pour rejoindre Mardin, sa ville d’origine[3].

- Août : mort de Hassan ibn al-Sabbah[5]. Buzurg Ummid Rudbari lui succède comme chef de la secte des Assassins (ismaïliens) et fonde la dynastie Nizarite.

- Septembre - octobre : le cadi de Bagdad Abou-Saad al-Harawi tombe sous les coups des Assassins dans la grande mosquée de Hamadhan[6].
- 8 octobre[7] : Baudouin II de Jérusalem met le siège devant Alep. Le cadi Ibn al-Khachab, seul défenseur de la ville avec quelques centaines d’hommes armés, appelle vainement Timurtach à l’aide. Il se tourne alors vers le nouveau atabeg de Mossoul, al-Borsoki[2].

### Europe
- 26 mars : Henri Ier d'Angleterre roi d’Angleterre, victorieux du comte Galéran IV de Meulan à Bourgtheroulde[8] s’empare du Vexin.
- 23, 25 ou 27 avril : début du règne de David Ier, roi d’Écosse, le plus jeune fils de Malcolm III (fin en 1153)[9]. Il agrandit et organise le royaume.
- 22 mai : mort de Wiprecht de Groitzsch[10]. Lothaire de Supplinbourg investit Albert l’Ours de la Lusace (Ostmark).
- 15 juin[11] : fondation de l’évêché de Lubusz en Poméranie occidentale par le légat du pape Egidius, évêque de Tusculum[12].
- Août : l’empereur Henri V envahit la Champagne mais se retire sans combattre devant Louis VI le Gros allié aux grands vassaux[13],[14].

- 30 septembre : consécration de l’abbatiale de l’abbaye d’Orval, dans l’actuelle province belge du Luxembourg[15].

- 21 décembre : début du pontificat d'Honorius II (fin en 1130)[16].
- Décembre : début d’une grande famine en Flandre (fin en 1126). Le comte Charles le Bon prend des mesures pour en atténuer les effets[17].

- Mouvement communal en Italie : Sienne est représentée lors d’un procès par des boni homines de populo (notables non nobles) et l’année suivante par des consuls[18].